# Gjoa Haven
Gjoa Haven (en inuit: Usqsuqtuuq, en noruego: Gjøahavn) es un pequeño asentamiento canadiense, ubicado en la isla del Rey Guillermo, dentro del círculo polar ártico. Fue fundado por el explorador noruego Roald Amundsen, mientras efectuaba la primera travesía por el paso del Noroeste a bordo del Gjøa, barco del cual el asentamiento toma su nombre.

## Demografía
La mayor parte de la población del asentamiento (1220 sobre 1275) pertenecen a la etnia Inuit.

## Transportes
A 3 kilómetros al sudoeste se encuentra el Aeropuerto de Gjoa Haven, operado por el gobierno de Nunavut.

## Clima
| Parámetros climáticos promedio de Aeropuerto de Gjoa Haven (1981-2010) | Parámetros climáticos promedio de Aeropuerto de Gjoa Haven (1981-2010) | Parámetros climáticos promedio de Aeropuerto de Gjoa Haven (1981-2010) | Parámetros climáticos promedio de Aeropuerto de Gjoa Haven (1981-2010) | Parámetros climáticos promedio de Aeropuerto de Gjoa Haven (1981-2010) | Parámetros climáticos promedio de Aeropuerto de Gjoa Haven (1981-2010) | Parámetros climáticos promedio de Aeropuerto de Gjoa Haven (1981-2010) | Parámetros climáticos promedio de Aeropuerto de Gjoa Haven (1981-2010) | Parámetros climáticos promedio de Aeropuerto de Gjoa Haven (1981-2010) | Parámetros climáticos promedio de Aeropuerto de Gjoa Haven (1981-2010) | Parámetros climáticos promedio de Aeropuerto de Gjoa Haven (1981-2010) | Parámetros climáticos promedio de Aeropuerto de Gjoa Haven (1981-2010) | Parámetros climáticos promedio de Aeropuerto de Gjoa Haven (1981-2010) | Parámetros climáticos promedio de Aeropuerto de Gjoa Haven (1981-2010) |
| Mes                                                                    | Ene.                                                                   | Feb.                                                                   | Mar.                                                                   | Abr.                                                                   | May.                                                                   | Jun.                                                                   | Jul.                                                                   | Ago.                                                                   | Sep.                                                                   | Oct.                                                                   | Nov.                                                                   | Dic.                                                                   | Anual                                                                  |
| ---------------------------------------------------------------------- | ---------------------------------------------------------------------- | ---------------------------------------------------------------------- | ---------------------------------------------------------------------- | ---------------------------------------------------------------------- | ---------------------------------------------------------------------- | ---------------------------------------------------------------------- | ---------------------------------------------------------------------- | ---------------------------------------------------------------------- | ---------------------------------------------------------------------- | ---------------------------------------------------------------------- | ---------------------------------------------------------------------- | ---------------------------------------------------------------------- | ---------------------------------------------------------------------- |
| Temp. máx. abs. (°C)                                                   | -6.0                                                                   | -11.0                                                                  | -5.0                                                                   | 1.0                                                                    | 6.5                                                                    | 20.8                                                                   | 24.1                                                                   | 22.5                                                                   | 15.4                                                                   | 4.5                                                                    | -0.8                                                                   | -8.3                                                                   | 24.1                                                                   |
| Temp. máx. media (°C)                                                  | -30.4                                                                  | -30.7                                                                  | -25.1                                                                  | -16.0                                                                  | -5.9                                                                   | 4.2                                                                    | 12.1                                                                   | 8.9                                                                    | 2.1                                                                    | -6.7                                                                   | -19.0                                                                  | -26.6                                                                  | -11.1                                                                  |
| Temp. media (°C)                                                       | -33.8                                                                  | -34.0                                                                  | -28.9                                                                  | -20.4                                                                  | -9.4                                                                   | 1.4                                                                    | 8.0                                                                    | 5.8                                                                    | 0.1                                                                    | -9.5                                                                   | -22.4                                                                  | -29.9                                                                  | -14.4                                                                  |
| Temp. mín. media (°C)                                                  | -37.1                                                                  | -37.0                                                                  | -32.6                                                                  | -24.8                                                                  | -12.9                                                                  | -1.5                                                                   | 3.8                                                                    | 2.7                                                                    | -2.0                                                                   | -12.3                                                                  | -25.8                                                                  | -33.1                                                                  | -17.7                                                                  |
| Temp. mín. abs. (°C)                                                   | -48.3                                                                  | -50.2                                                                  | -46.3                                                                  | -40.0                                                                  | -28.2                                                                  | -17.0                                                                  | -1.1                                                                   | -5.0                                                                   | -14.3                                                                  | -32.0                                                                  | -39.4                                                                  | -44.0                                                                  | -50.2                                                                  |
| Precipitación total (mm)                                               | 8.3                                                                    | 7.8                                                                    | 12.9                                                                   | 13.5                                                                   | 15.0                                                                   | 14.7                                                                   | 21.2                                                                   | 28.4                                                                   | 24.2                                                                   | 25.0                                                                   | 11.4                                                                   | 8.8                                                                    | 191.0                                                                  |
| Lluvias (mm)                                                           | 0.0                                                                    | 0.0                                                                    | 0.0                                                                    | 0.0                                                                    | 1.8                                                                    | 11.2                                                                   | 20.8                                                                   | 27.9                                                                   | 15.9                                                                   | 0.9                                                                    | 0.0                                                                    | 0.0                                                                    | 78.4                                                                   |
| Nevadas (cm)                                                           | 9.7                                                                    | 8.8                                                                    | 15.8                                                                   | 15.4                                                                   | 15.2                                                                   | 3.9                                                                    | 0.4                                                                    | 0.5                                                                    | 8.8                                                                    | 28.2                                                                   | 13.4                                                                   | 10.4                                                                   | 130.4                                                                  |
| Días de precipitaciones (≥ 0.2 mm)                                     | 8.2                                                                    | 6.4                                                                    | 9.0                                                                    | 8.8                                                                    | 9.6                                                                    | 6.8                                                                    | 7.8                                                                    | 11.0                                                                   | 12.0                                                                   | 14.1                                                                   | 10.1                                                                   | 8.2                                                                    | 112.0                                                                  |
| Días de lluvias (≥ 0.2 mm)                                             | 0.0                                                                    | 0.0                                                                    | 0.0                                                                    | 0.0                                                                    | 0.8                                                                    | 5.3                                                                    | 7.8                                                                    | 10.6                                                                   | 7.4                                                                    | 0.5                                                                    | 0.0                                                                    | 0.0                                                                    | 32.5                                                                   |
| Días de nevadas (≥ 0.2 cm)                                             | 8.2                                                                    | 6.4                                                                    | 9.0                                                                    | 8.8                                                                    | 9.3                                                                    | 1.9                                                                    | 0.2                                                                    | 0.6                                                                    | 5.8                                                                    | 14.1                                                                   | 10.4                                                                   | 8.2                                                                    | 82.7                                                                   |
| Humedad relativa (%)                                                   | 62.6                                                                   | 63.9                                                                   | 70.3                                                                   | 77.7                                                                   | 85.9                                                                   | 81.9                                                                   | 70.7                                                                   | 75.8                                                                   | 82.3                                                                   | 87.7                                                                   | 76.7                                                                   | 66.7                                                                   | 75.2                                                                   |
| Fuente: Environment Canada Canadian Climate Normals 1981–2010          |                                                                        |                                                                        |                                                                        |                                                                        |                                                                        |                                                                        |                                                                        |                                                                        |                                                                        |                                                                        |                                                                        |                                                                        |                                                                        |